# Paleoceńskie dinozaury
Paleoceńskie dinozaury – termin określający nieptasie dinozaury, które mogły przetrwać wielkie wymieranie kredowe, około 66 mln lat temu. Mimo iż prawie wszystkie dowody kopalne wskazują na to, że granicę kreda-trzeciorzęd (K-T) przekroczyły tylko ptaki, istnieją także poszlaki wskazujące na krótką obecność nieptasich dinozaurów w paleocenie. Są one jednak nieliczne i kontrowersyjne.

## Dowody
Niektórzy naukowcy twierdzą, że dinozaury nie wymarły nagle po uderzenie w ziemię meteorytu i niektórzy ich przedstawiciele dożyli paleocenu, co świadczy o stopniowym, a nie nagłym wymarciu. W formacji Hell Creek ślady dinozaurów pochodzą z warstw leżących 1,3 m ponad granicą K-T i pochodzących sprzed około 40 000 lat po niej. Podobnych znalezisk dokonano w Chinach. W 2001 roku obok próbek pyłu znaleziono kość udową hadrozaura. Znaleziska tego dokonano w piaskowcach Ojo Alamo w Basenie rzeki San Juan w stanach Nowy Meksyk i Kolorado. Według Fassetta i współpracowników skamieniałość pochodzi z paleogenu, sprzed ok. 64,5 mln lat lub sprzed około miliona lat po wymieraniu kredowym. Wielu naukowców krytykuje te szacunki twierdząc, że owa skamieniałość w rzeczywistości pochodzi z lat wcześniejszych i została ponownie pogrzebana wśród młodszych osadów. Zdaniem Fassetta badania palinologiczne i magnetostratygraficzne wskazują, że cały piaskowiec Ojo Alamo jest wieku paleoceńskiego, jednak z taką interpretacją nie zgadzają się inni badacze. W 2011 roku Fassett i in. przeprowadzili pierwsze bezpośrednie datowanie skamieniałości – datowanie jednej z kości dinozaura z Basenu San Juan metodą uranowo-ołowiową zasugerowało, że jej wiek wynosi 64,8±0,9 mln lat. Koenig i współpracownicy skrytykowali jednak metodykę ich badań i stwierdzili, że bez większej wiedzy na temat rekrystalizacji zachodzącej w fosylizujących kościach i okresu trwania tego procesu użyteczność informacji pochodzących z datowania uranowo-ołowiowego jest trudna do oceny.